# 6942 Yurigulyaev
6942 Yurigulyaev (1976 YB2) là một tiểu hành tinh vành đai chính được phát hiện ngày 16 tháng 12 năm 1976 bởi L. I. Chernykh ở Đài vật lý thiên văn Crimean.
Tiểu hành tinh được đặt tên theo Yuri Vasilyevich Gulyayev (b. 1935).